# Instituto Nacional de Calidad (Perú)
El Instituto Nacional de Calidad (INACAL), es un organismo público técnico especializado adscrito al ministerio de la producción de Perú. Fue creado en el año 2014 mediante el Decreto Ley nº 30224,  por el que se crea el sistema nacional para la calidad y el instituto nacional de calidad e inició sus funciones el 1 de junio de 2015. El INACAL tiene como principal objetivo la normalización, acreditación y metrología de las normas que regulan las materias de los distintos sectores del mercado de Perú con el fin de contribuir al desarrollo y cumplimiento de la política nacional de calidad, es decir, certificar la calidad de los productos locales del Perú para adecuarlos a la normativa internacional y promover de esta forma su exportación. Anteriormente, esta labor era competencia del Instituto Nacional de Defensa de la Competencia y de la Protección de la Propiedad Intelectual (INDECOPI).
INACAL es un organismo miembro de ISO y de COPANT.

## Funciones
Según lo establecido en el artículo 6 del Decreto Supremo No 004-2015,  algunas de las funciones del INACAL son:
- Conducir el Sistema Nacional para la Calidad
- Elaborar la propuesta de la Política Nacional para la calidad y sustentarla ante el Consejo Nacional para la Calidad (CONACAL)
- Regularizar las materias de normalización, acreditación y metodología acorde con los estándares internacionales.
- Gestionar, promover y vigilar la implementación de la Política Nacional para la Calidad.
- Actuar de representación internacional y tomar parte en las actividades de normalización, metrología y acreditación en el marco de la normativa vigente.
- Promover una cultura de calidad, contribuyendo a que instituciones públicas y privadas utilicen la infraestructura de la calidad.

## Organización
La comisión directiva del INACAL está formada por:
- Consejo Directivo, el cual es el máximo representante, responsable de establecer los objetivos y la política institucional
- Presidencia Ejecutiva. Es la máxima autoridad ejecutiva.
  - Gerencia General, responsable de la línea administrativa.

### Órgano de Control Institucional
El Órgano de Control Institucional se encarga de ejecutar el control gubernamental de INACAL.

### Órganos de Administración Interna
- Órganos de asesoramiento
  - Oficina de Asesoría Jurídica
  - Oficina de Planeamiento y Presupuesto
  - Oficina de Estudios Económicos
  - Oficina de Cooperación Internacional
- Órganos de apoyo
  - Oficina de Administración
  - Oficina de Comunicaciones e Imagen Institucional

### Órganos de Línea
Son los órganos mediante los cuales se ejercen las competencias del INACAL. Está formado por:
- Dirección de Normalización
- Dirección de Acreditación
- Dirección de Metrologia
- Dirección de Desarrollo Estratégico de la Calidad

### Órganos Colegiados
- Comité Permanente de Normalización

Es el encargado de velar por el cumplimiento de los principios y políticas de normalización.
- Comité Permanente de Acreditación

Se encarga de decretar los procesos de acreditación.

### Órganos Desconcentrados
Su labor es ejecutar las acciones que les sean encargadas. Dependen de la Presidencia Ejecutiva.